# Эрар, Шарль
Шарль Эрар (фр. Charles Hérard, также Шарль Ривьер, фр. Charles Rivière, 16 февраля 1789 — 31 августа 1850) — гаитянский политический и военный деятель, офицер гаитянской армии под командованием Александра Петиона во времена борьбы последнего против Анри Кристофа. Был провозглашён президентом Гаити 4 апреля 1843 года и отстранён от власти в результате переворота 3 мая 1844 года.

## Ранняя жизнь
Родился в городе Пор-Салю 16 февраля 1789 года. О его ранней биографии известно лишь то, что он сражался против власти Франции и был офицером «батальона чёрных бойцов».

## Президентство
Эрар был одним из заговорщиков, отстранивших от власти президента Жана-Пьера Буайе в 1843 году. 30 декабря того же года парламент Гаити принял новую Конституцию, которая делала невозможным законный приход ди Ривьера к власти. Вскоре после этого он, имея поддержку со стороны армии, взял под контроль правительство и провозгласил себя президентом Гаити.
Вскоре после захвата власти в восточной части острова Гаити, известной как Санто-Доминго, началось восстание. 27 февраля 1844 года повстанцы захватили столицу региона, одноимённый город, и на следующий день провозгласили независимость Доминиканской Республики от Гаити. Эрар ответил почти сразу. Снарядив армию численностью 25000 солдат, 10 марта 1844 года он вторгся в провозглашённую республику с целью возвращения восточной части острова под свою власть. Однако вскоре он потерпел поражение и был вынужден отступить в Гаити. Столкнувшись с ростом оппозиционных настроений и резким ухудшением политической ситуации в стране, Эрар 30 марта распустил парламент.
Во время вторжения в Доминиканскую Республику в сельской местности Гаити вспыхнуло восстание. В конце марта 1844 года повстанческая армия начала сосредоточиваться неподалеку от города Ле-Ке, на юго-западе полуострова. Повстанцы, известные как пикеты, были вооружены длинными копьями (от этого и происходит их название). В апреле того же года повстанцы встретились с правительственными войсками и одержали победу. Однако вскоре после этого их продвижение к гаитянской столицы было остановлено близ городка Аквини. В 1843 году инициировал принятие новой конституции Гаити, согласно переходным положениям которой стал президентом страны.
Это, впрочем, не дало желаемой передышки Эрару. Пока повстанческая армия продвигалась к Порт-о-Пренсу с юга, на севере также началось вооружённое восстание, которое поддержали оппоненты Эрара в правительстве. Столкнувшись с таким кризисом, последний отказался от поста президента 3 мая 1844 года. 2 июня того же года он был вынужден покинуть страну и уехать на Ямайку, где умер 31 августа 1850 года.